# McGarry
McGarry to gmina (ang. township) w Kanadzie, w prowincji Ontario, w dystrykcie Timiskaming.
Powierzchnia McGarry to 86,05 km².
Według danych spisu powszechnego z roku 2001 McGarry liczy 787 mieszkańców (9,15 os./km²).